# Свобода (квартал)
Вижте пояснителната страница за други значения на Свобода.
„Свобода“ е един от северните квартали на София. На север и на запад граничи със Северния парк. На североизток – със Стоков базар Илиянци, на изток – със СК Локомотив 1929, на юг – с ж.к. Надежда 2 и ж.к. Надежда – 4. В „Свобода“ има 47 едропанелни жилищни сгради от серия Бс-2-63 (обединена). Общото население е около 15 000 души.

## Образование
- 141 ОУ Народни Будители
- 153 ПГ „Неофит Рилски“

### 141 ОУ Народни Будители
Това е кварталното училище за „Свобода“. То е основано през 1967 година. По времето на комунизма са били 2 училища в тази сграда 88-о и 141-во което е било направено почти изцяло руско училище. След 1989 година се закриват тези паралелки. Понастоящем там учат 200 ученици. Обединени са в 20 паралелки.
През 2008 г. става основно училище, пореди намалелия брой ученици.

### 153 ПГ
Гимназията е открита на 15 септември 1991 година и е първоприемник на 147 ЕСПУ-спортен профил. То е открито през 1985 г., с прием на ученици след завършен шести клас.
153 ПГ „Неофит Рилски“ е първата и единствена гимназия в района с обучение от 7 до 12 клас.
Гимназията утвърждава като приоритет развитието на спортни профили, технологични профили – „Туризъм“ и „Предприемачество и бизнес“, предлага се и вечерно обучение.

## Транспорт
Квартал „Свобода“ е обслужван от следните линии на градския траспорт от Център за Градска Мобилност – София:
Автобус 86 с маршрут ж.к. Свобода (обръщалото на централния вход на Северния парк). Върви по ул. 436, спира на спирка „До блок 20“, завива по ул. Народни будители, където обслужва: Клиентите на СБ „Илиенци“, учениците от 141 СОУ, учениците от 153 ПГ и жителите на източните блокове. На кръстовището с бул. генерал Никола Жеков излиза от квартала. Спира на ПГХМБТ „Професор Пенчо Райков“. Тази спирка е обща за автобуси:
- Автобус 83 с маршрут ЗБН Бенакс – кв. Хладилника – ж.к. Красно село – ж.к. Красна поляна – бул. Константин Величков – ул. „Орион“ – ж.к. Надежда – Хюндай България (СТЗ Елпроменерго);
- Автобус 85 с маршрут Връбница 2 – Централна гара – Лъвов мост – Сточна гара – ж.к. Хаджи Димитър – ж.к. Стефан Караджа;
- Автобус 108 с маршрут СТЗ Елпроменерго – Железен мост – ул. „Орион“ – Люлин 5.

На следващата спирка „МК Агресия“ се прави връзка с трамваен транспорт 11 и 12. Спирката се ползва от работници в „Агресия“ и „8-и март“.
Автобусът преминава надлез Надежда, завива по бул. Мария Луиза, ул. Опълченска. На спирка „7-МА поликлиника“ се прави връзка с тролейбусен транспорт – линии 1 и 5, много трамвайни линии, преминаващи през центъра и ж.к. Надежда, автобусен транспорт до Централна гара.
На бул. Сливница се прави връзка с превозните средства до Централна гара, Люлин, Младост, Овча купел, Дружба и др.. След Сточна гара автобусът продължава през кв. Хаджи Димитър и отива до автобусен гараж „Малашевци“.

## Улици и произход на имената им
| Път                       | Наречен на                                | Местоположение |
| ------------------------- | ----------------------------------------- | -------------- |
| „Атанас Михайлов – Начко“ | Атанас Михайлов (1949 – 2006), футболист  | Карта          |
| „Ген. Никола Жеков“       | Никола Жеков (1865 – 1949), генерал       | Карта          |
| „Народни будители“        | Народни будители, социална категория      | Карта          |
| „Петко Д. Петков“         | Петко Петков (1891 – 1924), политик       | Карта          |
| „Рожен“                   | Роженски манастир, манастир в Санданско   | Карта          |
| „Св. Николай Чудотворец“  | Николай Чудотворец, древноримски духовник | Карта          |
| „Стоян Омарчевски“        | Стоян Омарчевски (1885 – 1941), политик   | Карта          |